# HiPhi X
Le HiPhi X est un crossover 6 places haut de gamme et électrique alimenté par batterie de la marque chinoise de véhicules à énergie nouvelle HiPhi.

## Aperçu

### HiPhi 1 Concept
Le modèle de production HiPhi X a été révélé en septembre 2020 et a été présenté en avant-première par le prototype HiPhi 1 qui était prêt pour la production un an auparavant. Le HiPhi 1 a été dévoilé publiquement le 31 juillet 2019 en tant que HiPhi 1 concept de pré-production.

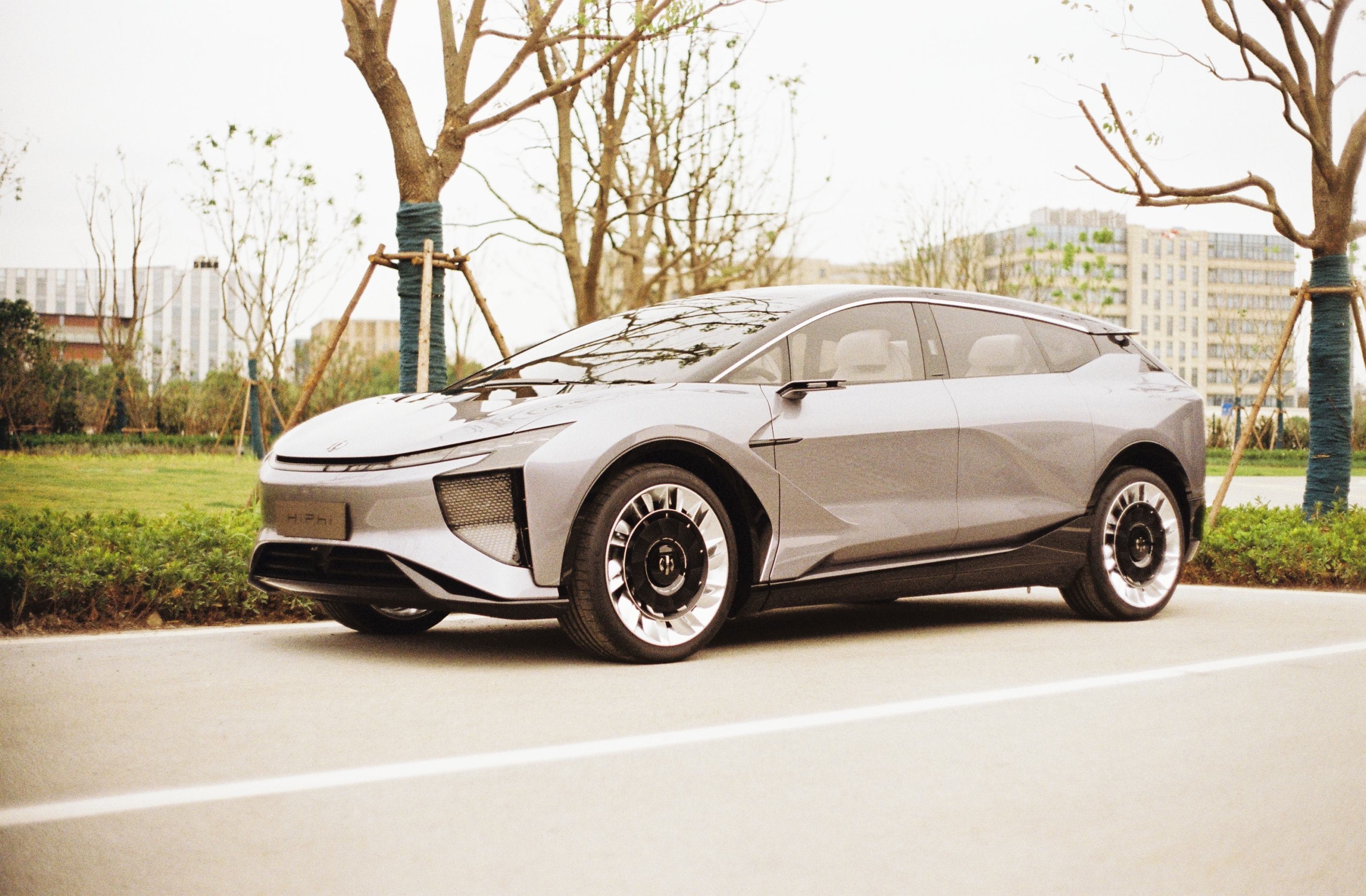
HiPhi 1 Concept avant
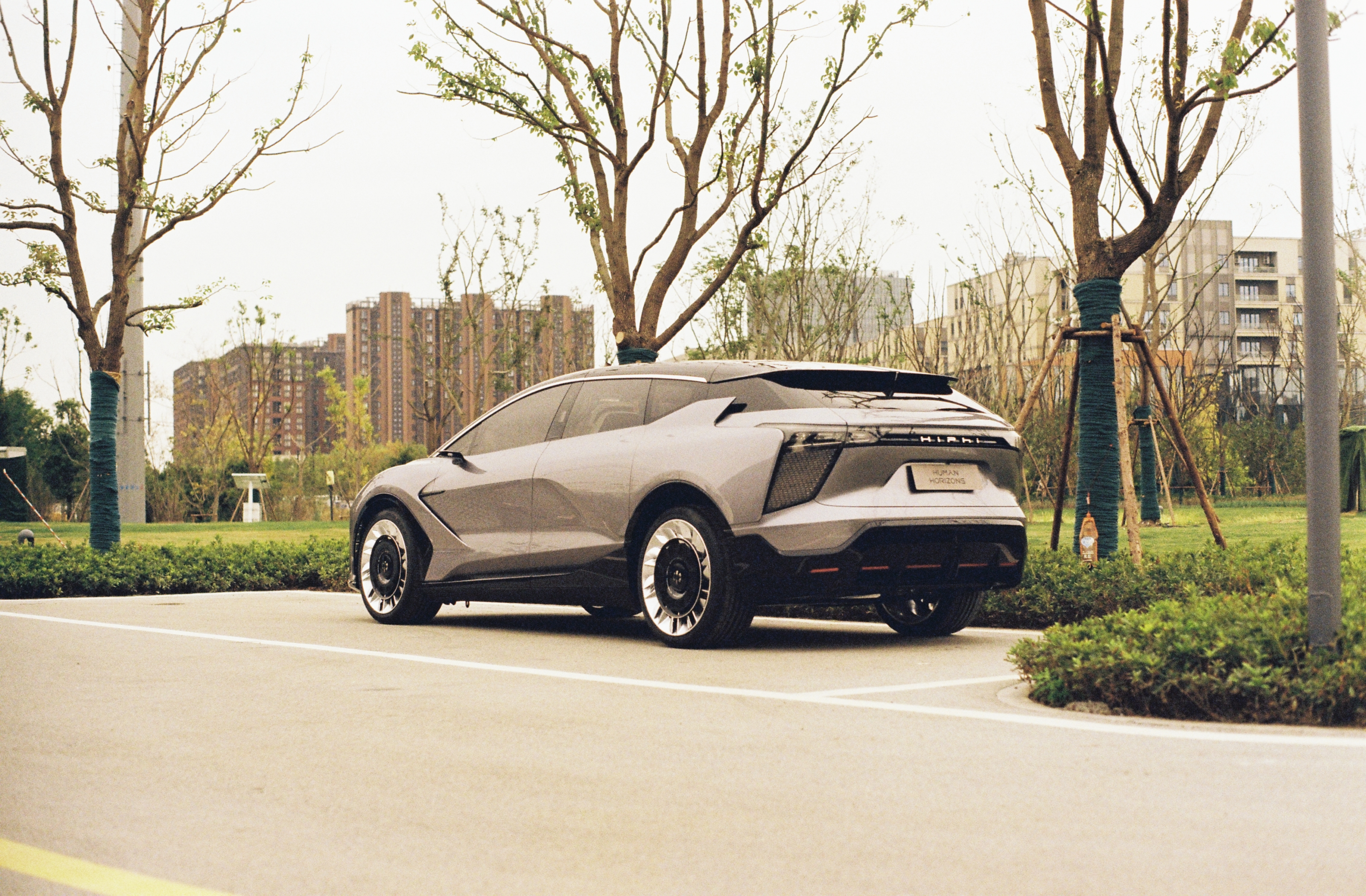
HiPhi 1 Concept arrière

### Founders Edition
Le Founders Edition a été le premier à être lancé, avec des badges en édition limitée et des pièces exclusives de garniture dorées à profil bas. Selon le modèle, monospace 6 places ou limousine 4 places, le prix est de RMB ￥ 680,000 ($ 103,000) et RMB ￥ 800,000 ($ 121,000).

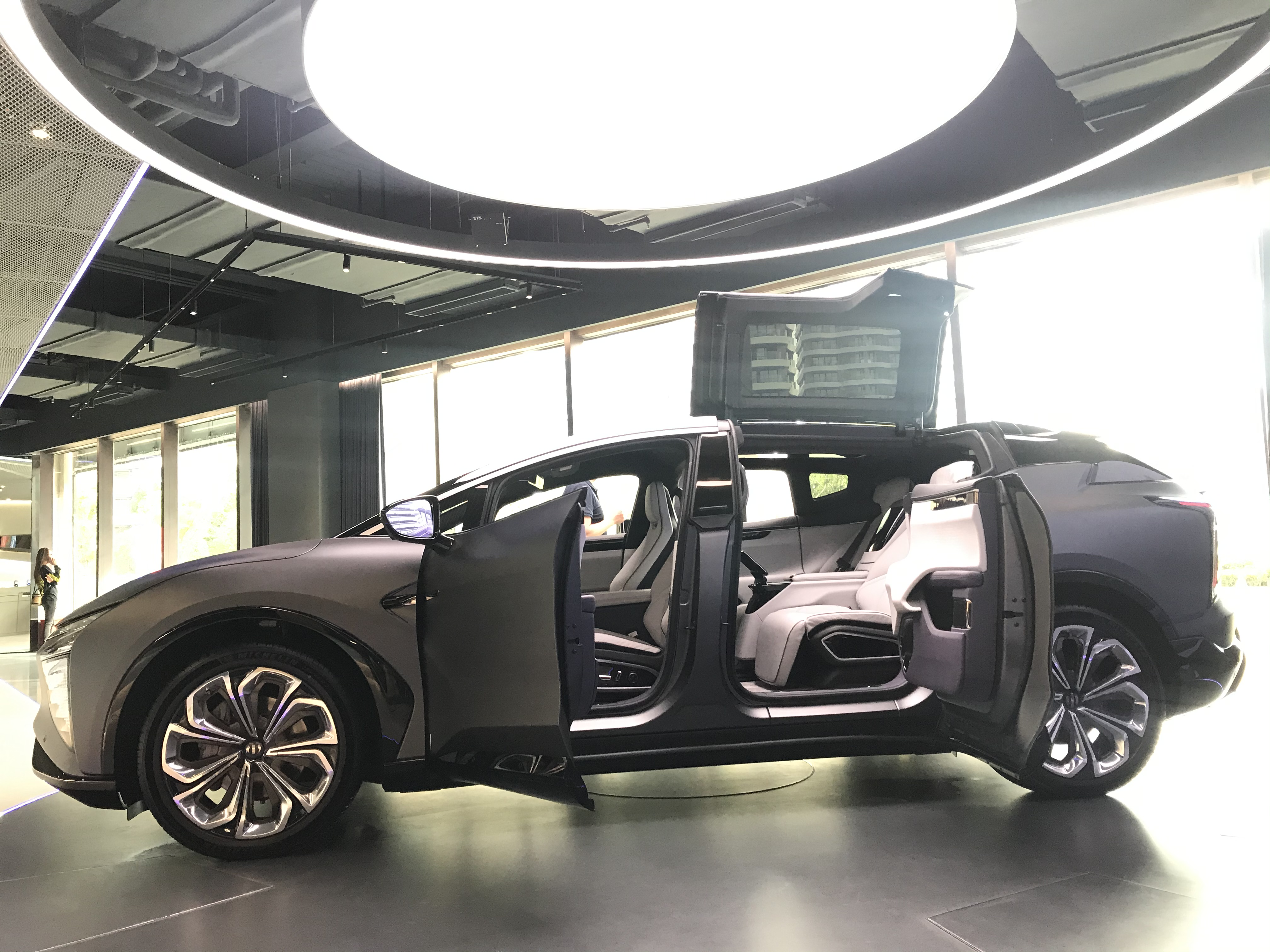
HiPhi X Founders Edition porte ouverte
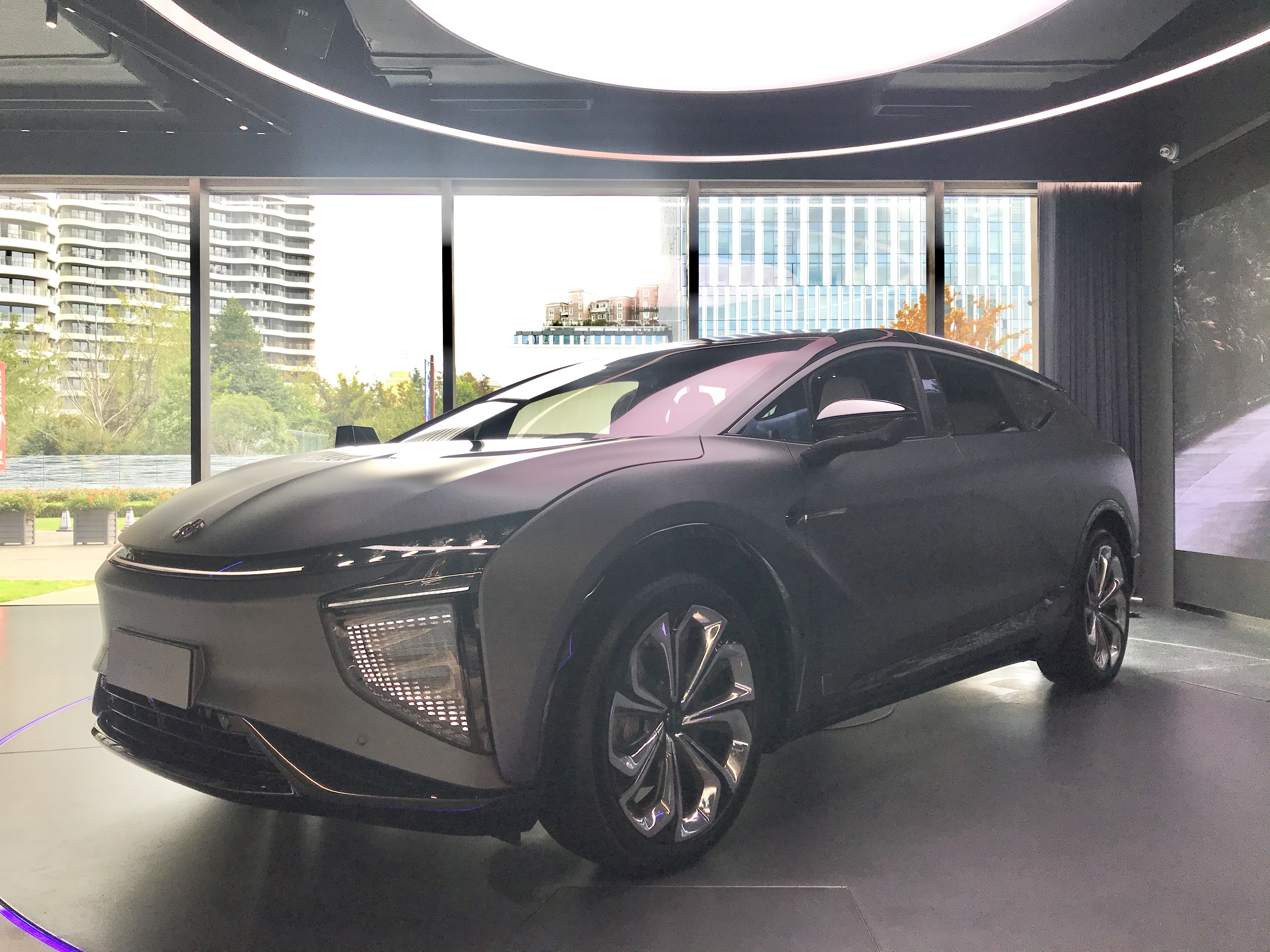
HiPhi X Founders Edition avant
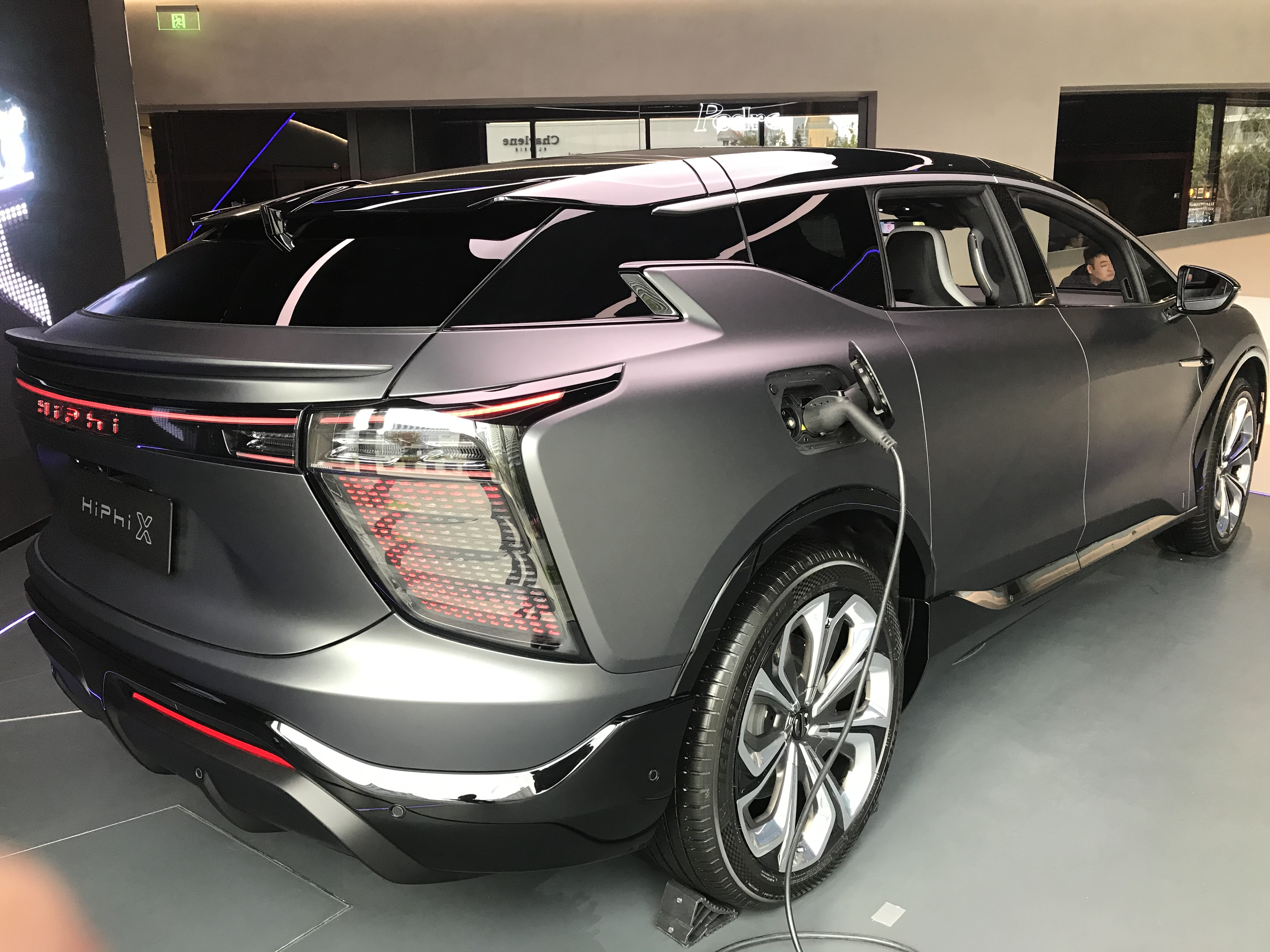
HiPhi X Founders Edition arrière

### Version de production
Le HiPhi X utilise des portes arrière divisées avec des portes suicide associées à des porte papillon sur la partie supérieure des portes, ce qui en fait un crossover 6 portes avec l'exclusion du hayon. Le HiPhi X est propulsé par un moteur électrique Bosch avec un réducteur à une vitesse produisant 268 ch (200 kW / 272 ch) alimentant les roues arrière, avec des modèles à transmission intégrale à deux moteurs également disponibles avec une puissance combinée de 536 ch. La batterie de l'HiPhi X est une batterie de 96,0 kWh capable d'une autonomie allant jusqu'à 400 miles (630 km), selon HiPhi.
Le HiPhi X dispose de quatre roues directrices et d'un système d'éclairage matriciel personnalisable.
L'usine de Dongfeng Yueda Kia à Yancheng, dans la province du Jiangsu, accueillera la production de masse initiale du crossover électrique HiPhi X à partir de 2021.

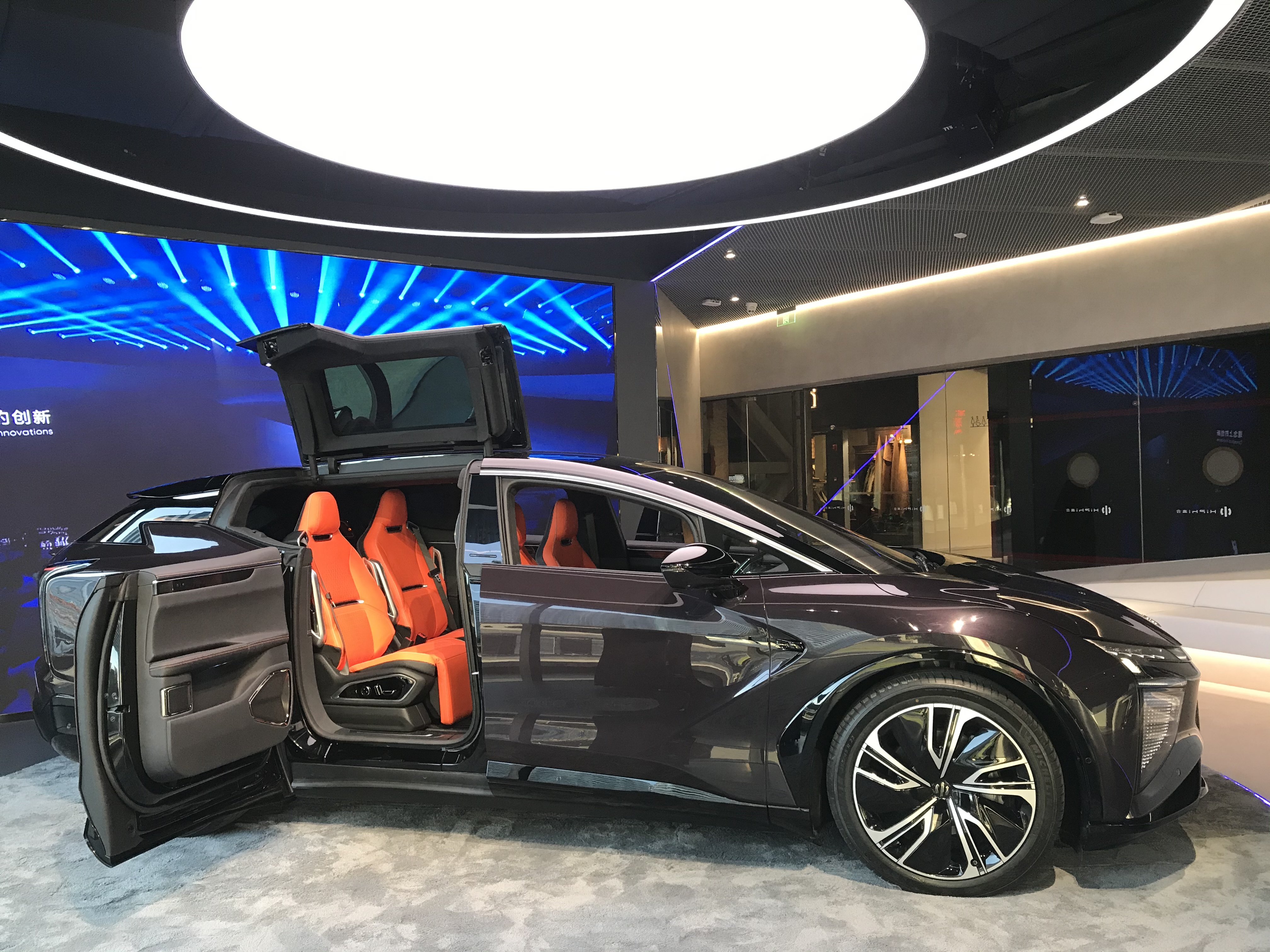
HiPhi X de production avec porte ouverte
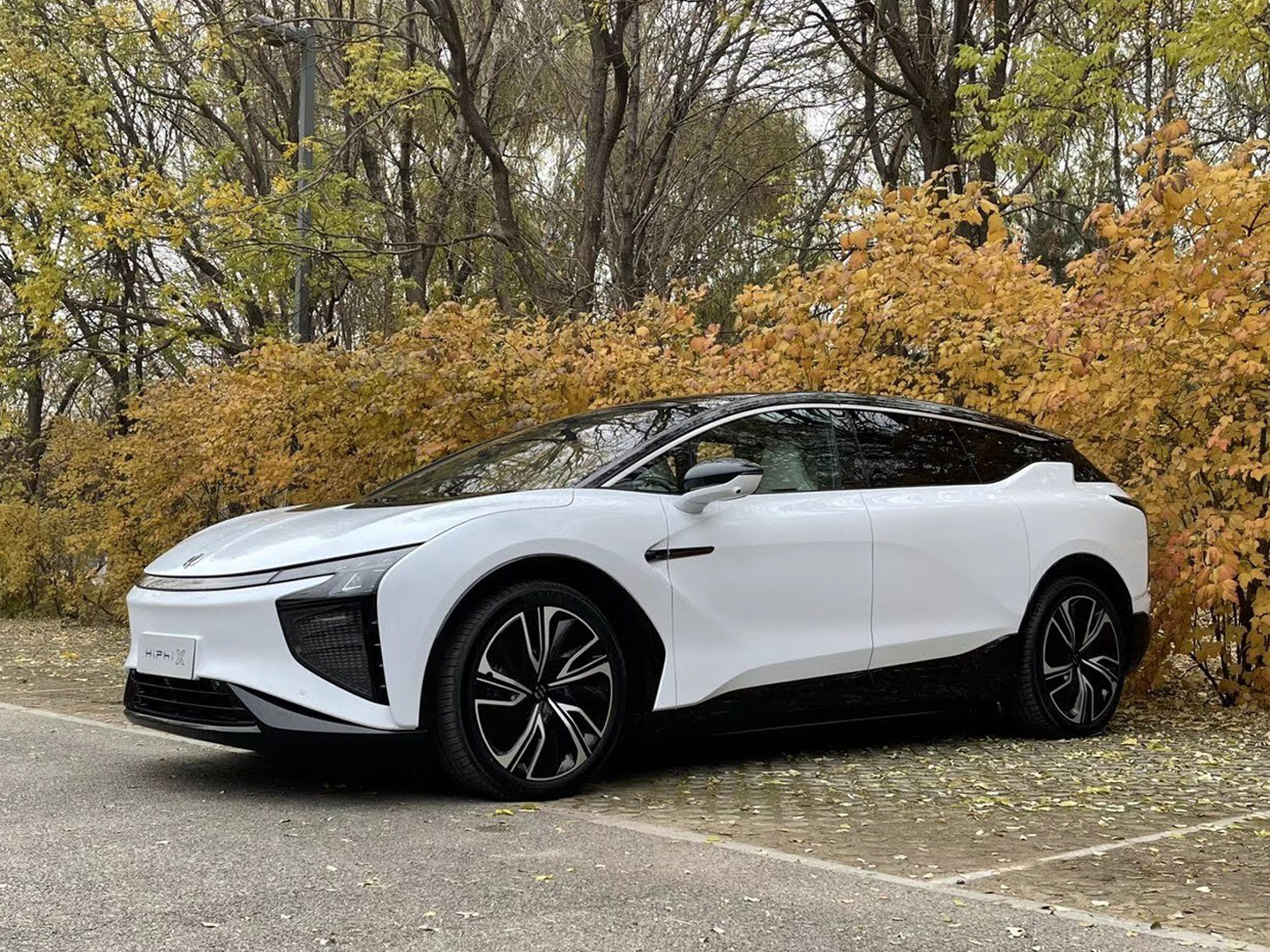
HiPhi X de production avant
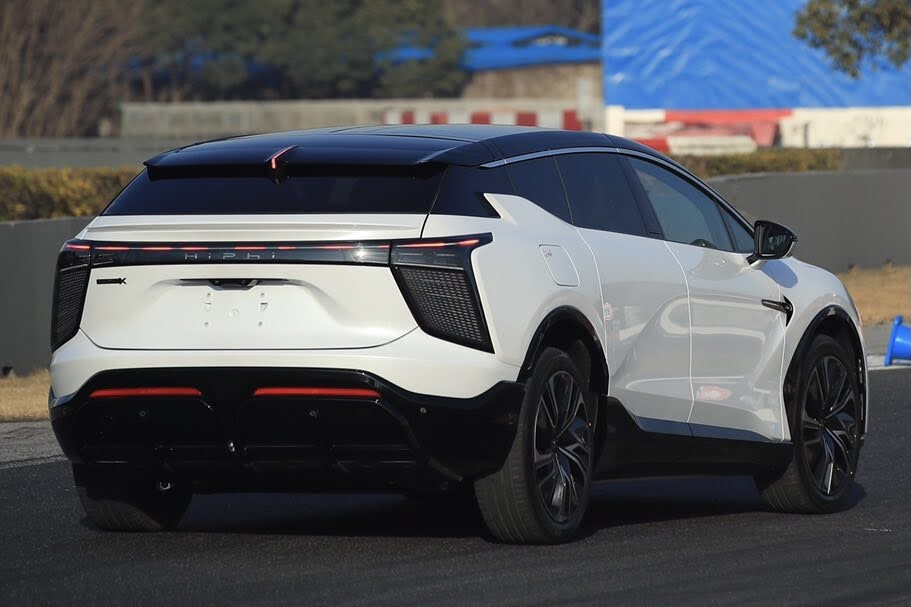
HiPhi X de production arrière